# Đặng Văn Hoàn
Đặng Văn Hoàn là chính trị gia người Việt Nam. Ông từng giữ chức vụ Chủ tịch Ủy ban Mặt trận Tổ quốc Việt Nam tỉnh Quảng Bình.

## Tiểu sử
Đặng Văn Hoàn từng là Chủ tịch Ủy ban Mặt trận Tổ quốc Việt Nam tỉnh Quảng Bình, năm 1999 được bầu làm ủy viên Ủy ban Trung ương Mặt trận Tổ quốc Việt Nam khóa 5.
Năm 2000, Đặng Văn Hoàn là Chủ tịch Ủy ban Mặt trận Tổ quốc Việt Nam tỉnh Quảng Bình, Phó Ban chỉ đạo phong trào "Toàn dân đoàn kết xây dựng đời sống văn hoá" tỉnh Quảng Bình.
Từ năm 2009 đến năm 2013, Đặng Văn Hoàn là Ủy viên Ban Thường vụ Tỉnh ủy Quảng Bình, Trưởng Ban Tuyên giáo Tỉnh ủy Quảng Bình.
Tháng 10 năm 2013, ông là một trong 17 người trong Ban Chỉ đạo lễ viếng Đại tướng Võ Nguyên Giáp tại quê nhà của ông ở tỉnh Quảng Bình.